# Drosophila neoalagitans
Drosophila neoalagitans är en tvåvingeart som beskrevs av Wheeler och Magalhaes 1962. Drosophila neoalagitans ingår i släktet Drosophila och familjen daggflugor.
Artens utbredningsområde är Haiti och Jamaica.